# Ricardo Cortez

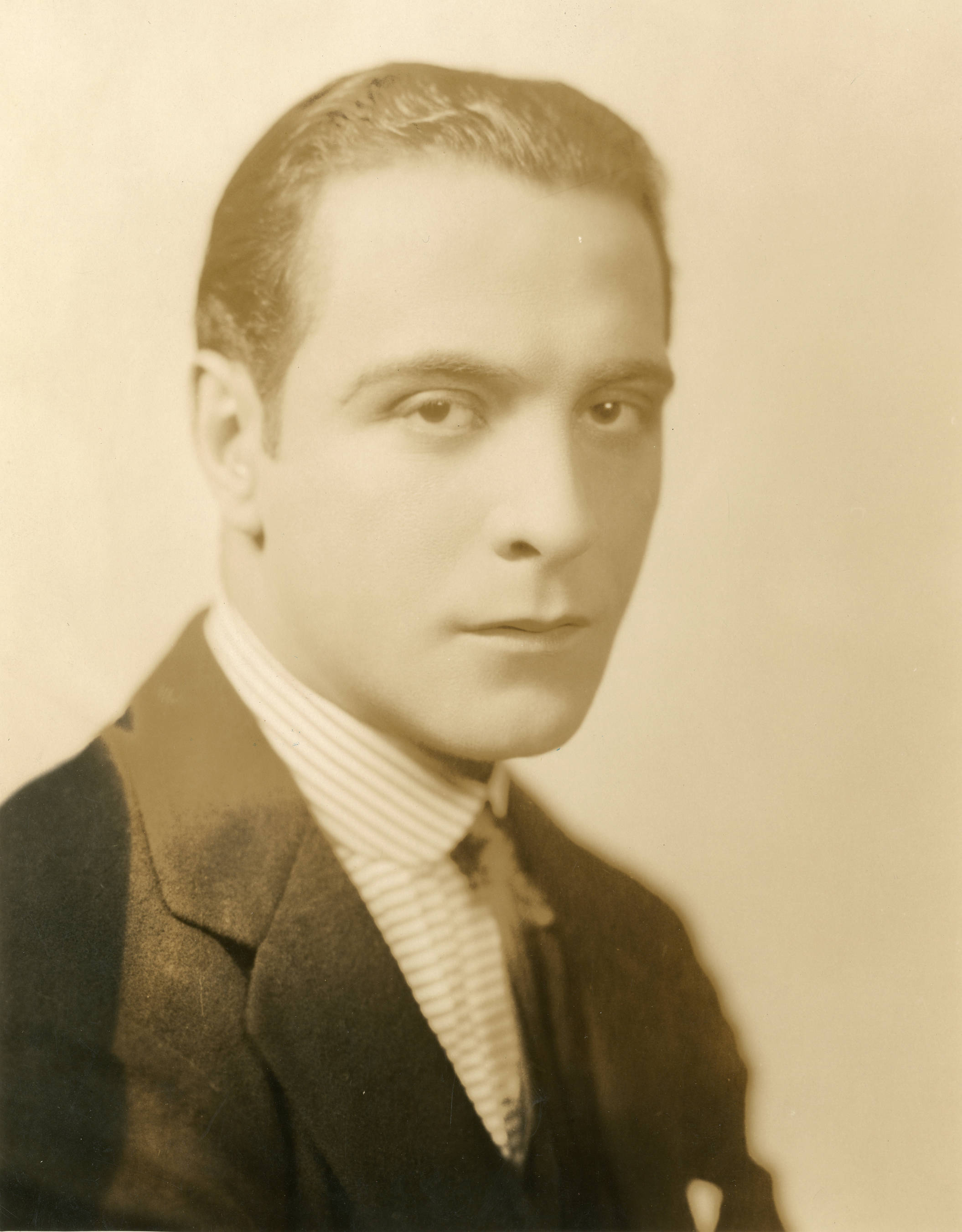
Ricardo Cortez (1926)

Ricardo Cortez (* 19. September 1899 in New York als Jacob Krantz; † 28. April 1977 ebenda) war ein US-amerikanischer Schauspieler der Stummfilm- und Tonfilm-Ära. Er war der Bruder des Kameramanns Stanley Cortez.

## Leben und Wirken
Ricardo Cortez wurde als Jacob Krantz in eine jüdische Familie österreichischer Herkunft in New York geboren, wie ein Schreiben der Stadt New York im Jahr 2000 bestätigte. Er arbeitete in seiner Jugend in den verschiedensten Jobs, verkaufte Zeitungen und war an der Wall Street als Bürobote tätig.
Nach einigen Jahren beim Theater schaffte er in den frühen 1920er Jahren den Sprung nach Hollywood, wo er einen Vertrag bei Paramount Pictures bekam. Dort legte sich Krantz den Künstlernamen Ricardo Cortez zu, der fälschlicherweise eine hispanische Herkunft andeutete. Das Studio baute ihn als Ersatz-Rudolph Valentino auf und setzte ihn meist in billig produzierter Dutzendware in Rollen als romantischer Liebhaber ein. Zu seinen bekanntesten Filmen gehört der Auftritt neben Greta Garbo in deren US-Debüt Fluten der Leidenschaft. Mit dem Aufkommen des Tonfilms wechselte Cortez zu Warner Brothers und war 1931 als Sam Spade in der ersten Verfilmung des Romans Der Malteser Falke neben Bebe Daniels zu sehen.
Seine Rollen nahmen bereits in den 1930er-Jahren an Bedeutung ab und zunehmend wurde Cortez auf Nebenrollen als Gangster oder zwielichtiger Geselle, der nicht selten schon kurz nach Filmbeginn bereits erschossen wird, abonniert. So war er viermal Partner von Kay Francis und fand in jedem der Filme einen gewaltsamen Tod. Besondere Beachtung fand sein Gaucho-Tanz mit Dolores del Río in dem Musicalfilm Wonder Bar von 1934. Während seine Schauspielkarriere sich als zunehmend erfolglos erwies, drehte er als Regisseur in den Jahren 1939 und 1940 insgesamt sieben B-Filme. In den 1940er-Jahren trat er nur noch im B-Filmen auf. Cortez zog sich nach 1950 weitgehend aus dem Filmgeschäft zurück und arbeitete als Börsenmakler. Danach trat er nur noch sporadisch als Schauspieler in Erscheinung, zuletzt 1960 in einer Episode der Westernserie Bonanza.
Ricardo Cortez war kurzzeitig mit dem Stummfilmstar Alma Rubens verheiratet. Ein Stern auf dem Hollywood Walk of Fame in der Kategorie Film ist dem Schauspieler gewidmet.

## Filmografie (Auswahl)
Als Schauspieler (Auswahl)
- 1919: The Imp
- 1923: Sixty Cents an Hour
- 1923: Menschen zweier Welten (The Call of the Canyon)
- 1924: Deserteure des Lebens (Feet of Clay)
- 1924: Das Cafe zu den gefallenen Engeln (The City That Never Sleeps)
- 1925: Das Herz des Stierkämpfers (The Spaniard)
- 1926: Lord Satanas (The Sorrows of Satan)
- 1926: Fluten der Leidenschaft (The Torrent)
- 1926: Sazarac, der Piratenkapitän (The Eagle of the Sea)
- 1926: Hochzeitsglocken im Feuerregen (Volcano!)
- 1927: Das Liebesleben der schönen Helena (The Private Life of Helen of Troy)
- 1928: Die Orchideen-Tänzerin (La danseuse orchidée)
- 1929: Junge Generation (The Younger Generation)
- 1929: Kapitän Halls große Liebe (The Lost Zeppelin)
- 1930: Montana Moon
- 1930: Ein Mann für sie (Her Man)
- 1931: Illicit
- 1931: Helden der Unterwelt (Bad Company)
- 1931: The Maltese Falcon
- 1931: Transgression
- 1932: Symphony of Six Million
- 1932: Thirteen Women
- 1933: Midnight Mary
- 1933: The House on 56th Street
- 1934: Mandalay
- 1934: The Big Shakedown
- 1934: Wonder Bar
- 1935: Frisco Kid
- 1935: Special Agent
- 1936: The Walking Dead
- 1936: The Case of the Black Cat
- 1939: Charlie Chan in Reno
- 1939: Mr. Moto und die Flotte (Mr. Moto’s Last Warning)
- 1940: Charlie Chan: Mord über New York (Murder Over New York)
- 1946: The Locket
- 1950: Bunco Squad
- 1958: Das letzte Hurra (The Last Hurrah)
- 1960: Bonanza (Fernsehserie, 1 Folge)

Als Regisseur
- 1939: Inside Story
- 1939: Chasing Danger
- 1939: The Escape
- 1939: Heaven with a Barbed Wire Fence
- 1940: City of Chance
- 1940: Free, Blonde and 21
- 1940: Girl in 313